# Juan Manuel Mancilla Sánchez
Juan Manuel Mancilla Sánchez (Santo Domingo, San Luis Potosí, 27 de enero de 1950) es un obispo católico mexicano. Fue ordenado sacerdote en 1974 sirviendo a partir de entonces en la Arquidiócesis de San Luis Potosí, el 23 de mayo de 2001 el papa Juan Pablo II le nombró obispo auxiliar de Texcoco y asignándole la sede titular de Reperi, siendo ordenado obispo el 24 de junio de 2001 por Arturo Antonio Szymanski Ramírez, arzobispo emérito de San Luis Potosí. Sirvió en la diócesis de Texcoco desde su ordenación hasta noviembre de 2005 en que fue nombrado como obispo de Ciudad Obregón, cargo en el que sirvió hasta el 18 de junio de 2009 en que regresó a la diócesis de Texcoco como obispo titular.